# 717-es busz (2009)
A 717-es számú elővárosi autóbusz Budapest, Kelenföldi pályaudvar és Százhalombatta között közlekedett.

## Története
2009. március 1-jétől közlekedett 717-es jelzéssel. A 2009. augusztus 22-ei menetrendben már nem szerepelt.

## Megállóhelyei
| 717 (Budapest, Kelenföldi pályaudvar– Százhalombatta, Régészeti park / autóbusz-forduló) | 717 (Budapest, Kelenföldi pályaudvar– Százhalombatta, Régészeti park / autóbusz-forduló) | 717 (Budapest, Kelenföldi pályaudvar– Százhalombatta, Régészeti park / autóbusz-forduló) | 717 (Budapest, Kelenföldi pályaudvar– Százhalombatta, Régészeti park / autóbusz-forduló) | 717 (Budapest, Kelenföldi pályaudvar– Százhalombatta, Régészeti park / autóbusz-forduló) | 717 (Budapest, Kelenföldi pályaudvar– Százhalombatta, Régészeti park / autóbusz-forduló)                                                        | 717 (Budapest, Kelenföldi pályaudvar– Százhalombatta, Régészeti park / autóbusz-forduló) | 717 (Budapest, Kelenföldi pályaudvar– Százhalombatta, Régészeti park / autóbusz-forduló) |
| Sorszám (↓)                                                                              | Sorszám (↓)                                                                              | Megállóhely                                                                              | Sorszám (↑)                                                                              | Sorszám (↑)                                                                              | Átszállási kapcsolatok a járat megszűnésekor |                                                                                          |                                                                                          |
| ---------------------------------------------------------------------------------------- | ---------------------------------------------------------------------------------------- | ---------------------------------------------------------------------------------------- | ---------------------------------------------------------------------------------------- | ---------------------------------------------------------------------------------------- | --- | ---------------------------------------------------------------------------------------- | ---------------------------------------------------------------------------------------- |
| 0                                                                                        | 0                                                                                        | Budapest, Kelenföldi pályaudvar végállomás                                               | 27                                                                                       | 28                                                                                       | 7E, 103, 141, 173E 19, 49 710, 711, 712, 713, 720, 721, 722, 723, 731, 734, 735, 736, 737, 761, 762, 763, 764, 765, 767, 778 Budapest-Kelenföld |                                                                                          |                                                                                          |
| 1                                                                                        | 1                                                                                        | Budapest, Kelenföld városközpont                                                         | 26                                                                                       | 27                                                                                       | 7, 7E, 103, 114, 173, 173E, 213, 214 |                                                                                          |                                                                                          |
| 2                                                                                        | 2                                                                                        | Budapest, Fehérvári út                                                                   | 25                                                                                       | 26                                                                                       | 103, 114, 213, 214 18, 41, 47 |                                                                                          |                                                                                          |
| 3                                                                                        | 3                                                                                        | Budapest, Andor utca                                                                     | 24                                                                                       | 25                                                                                       | 114, 213, 214 18, 41, 47 |                                                                                          |                                                                                          |
| Budapest közigazgatási határa                                                            |                                                                                          |                                                                                          |                                                                                          |                                                                                          | |                                                                                          |                                                                                          |
| 4                                                                                        | 4                                                                                        | Érd, autóbusz-állomás                                                                    | 23                                                                                       | 24                                                                                       | 699, 700, 701, 705, 707, 710, 711, 712, 713, 715, 720, 721, 722, 723, 731, 734, 735, 736, 741, 742, 743, 751, 752, 755, 756 Érd alsó Érd felső  |                                                                                          |                                                                                          |
| 5                                                                                        | 5                                                                                        | Százhalombatta, vasútállomás                                                             | 22                                                                                       | 23                                                                                       | 705, 708, 709, 710, 711, 712, 713, 715 Százhalombatta                                                                                           |                                                                                          |                                                                                          |
| Az autóbuszok vagy csak a szürke, vagy csak a barna hátterű megállókat érintették.       |                                                                                          |                                                                                          |                                                                                          |                                                                                          | |                                                                                          |                                                                                          |
| 6                                                                                        | 6                                                                                        | Százhalombatta, Kodály Zoltán sétány                                                     | 21                                                                                       | 22                                                                                       | 710, 711, 713, 715 |                                                                                          |                                                                                          |
| 7                                                                                        | 7                                                                                        | Százhalombatta, Irinyi J. utca                                                           | 20                                                                                       | 21                                                                                       | 710, 711, 713, 715 |                                                                                          |                                                                                          |
| 8                                                                                        | 8                                                                                        | Százhalombatta, Móricz Zsigmond köz                                                      | 19                                                                                       | 20                                                                                       | 708, 709, 710, 711, 712, 713, 715 |                                                                                          |                                                                                          |
| 9                                                                                        | 9                                                                                        | Százhalombatta, Jókai Mór köz                                                            | 18                                                                                       | 19                                                                                       | 708, 709, 710, 711, 712, 713, 715 |                                                                                          |                                                                                          |
| 10                                                                                       | 10                                                                                       | Százhalombatta, ABC Áruház                                                               | 17                                                                                       | 18                                                                                       | 708, 709, 710, 711, 712, 713, 715 |                                                                                          |                                                                                          |
| 11                                                                                       | 11                                                                                       | Százhalombatta, Dunafüredi elágazás                                                      | 16                                                                                       | 17                                                                                       | 708, 709, 710, 711, 712, 713, 715 |                                                                                          |                                                                                          |
| 12                                                                                       | 12                                                                                       | Százhalombatta, Tél utca                                                                 | 15                                                                                       | 16                                                                                       | 708, 709, 710, 711, 715 |                                                                                          |                                                                                          |
| 13                                                                                       | 13                                                                                       | Százhalombatta, Fogoly utca                                                              | 14                                                                                       | 15                                                                                       | 708, 709, 710, 711, 715 |                                                                                          |                                                                                          |
| 14                                                                                       | 14                                                                                       | Százhalombatta, Napsugár tér                                                             | 13                                                                                       | 14                                                                                       | 708, 709, 710, 711, 715 |                                                                                          |                                                                                          |
| 15                                                                                       | 15                                                                                       | Százhalombatta, Dunafüred, Halászcsárda                                                  | 12                                                                                       | 13                                                                                       | 708, 709, 710, 711, 715 |                                                                                          |                                                                                          |
| 16                                                                                       | 16                                                                                       | Százhalombatta, Napsugár tér                                                             | 11                                                                                       | 12                                                                                       | 708, 709, 710, 711, 715 |                                                                                          |                                                                                          |
| 17                                                                                       | 17                                                                                       | Százhalombatta, Fogoly utca                                                              | 10                                                                                       | 11                                                                                       | 708, 709, 710, 711, 715 |                                                                                          |                                                                                          |
| 18                                                                                       | 18                                                                                       | Százhalombatta, Tél utca                                                                 | 9                                                                                        | 10                                                                                       | 708, 709, 710, 711, 715 |                                                                                          |                                                                                          |
| 19                                                                                       | 19                                                                                       | Százhalombatta, Dunafüredi elágazás                                                      | 8                                                                                        | 9                                                                                        | 708, 709, 710, 711, 712, 713, 715 |                                                                                          |                                                                                          |
| 20                                                                                       | 20                                                                                       | Százhalombatta, Hága L. utca                                                             | 7                                                                                        | 8                                                                                        | 708, 709, 710, 711, 712, 713, 715 |                                                                                          |                                                                                          |
| 21                                                                                       | 21                                                                                       | Százhalombatta, Csokonai utca                                                            | 6                                                                                        | 7                                                                                        | 708, 709, 710, 711, 712, 713, 715 |                                                                                          |                                                                                          |
| 22                                                                                       | 22                                                                                       | Százhalombatta, Halgazdaság                                                              | 5                                                                                        | 6                                                                                        | 708, 709, 710, 711, 712, 713, 715 |                                                                                          |                                                                                          |
| 23                                                                                       | 23                                                                                       | Százhalombatta, DE Rt. főkapu                                                            | 4                                                                                        | 5                                                                                        | 708, 709, 710, 711, 712, 713, 715 |                                                                                          |                                                                                          |
| ∫                                                                                        | 24                                                                                       | Százhalombatta, Erőmű utca                                                               | ∫                                                                                        | 4                                                                                        | 708, 710, 711, 712, 713 |                                                                                          |                                                                                          |
| ∫                                                                                        | 25                                                                                       | Százhalombatta, Gyoma utca                                                               | ∫                                                                                        | 3                                                                                        | 708, 710, 711, 712, 713 |                                                                                          |                                                                                          |
| ∫                                                                                        | 26                                                                                       | Százhalombatta, Óvoda                                                                    | ∫                                                                                        | 2                                                                                        | 708, 710, 711, 712, 713 |                                                                                          |                                                                                          |
| ∫                                                                                        | 27                                                                                       | Százhalombatta, Szent László utca 123.                                                   | ∫                                                                                        | 1                                                                                        | 708, 710, 711, 712, 713 |                                                                                          |                                                                                          |
| ∫                                                                                        | 28                                                                                       | Százhalombatta, autóbusz-forduló végállomás                                              | ∫                                                                                        | 0                                                                                        | 708, 710, 711, 712, 713 |                                                                                          |                                                                                          |
| 24                                                                                       | ∫                                                                                        | Százhalombatta, Eperfa utca                                                              | 3                                                                                        | ∫                                                                                        | 709, 715 |                                                                                          |                                                                                          |
| 25                                                                                       | ∫                                                                                        | Százhalombatta, Panoráma utca                                                            | 2                                                                                        | ∫                                                                                        | 709, 715 |                                                                                          |                                                                                          |
| 26                                                                                       | ∫                                                                                        | Százhalombatta, István király útja                                                       | 1                                                                                        | ∫                                                                                        | 709, 715 |                                                                                          |                                                                                          |
| 27                                                                                       | ∫                                                                                        | Százhalombatta, Régészeti park végállomás                                                | 0                                                                                        | ∫                                                                                        | 709, 715 |                                                                                          |                                                                                          |